# Canton de Mortagne-sur-Sèvre
Le canton de Mortagne-sur-Sèvre est une circonscription électorale française située dans le département de la Vendée et la région des Pays de la Loire.

## Histoire
Le canton de Mortagne-sur-Sèvre est reconduit par l'article 12 du décret no 2014-169 du 17 février 2014 ; il se compose de communes situées dans les anciens cantons des Herbiers, de Montaigu et de Mortagne-sur-Sèvre.

## Représentation

### Conseillers d'arrondissement (de 1833 à 1940)
| Période                                  | Période          | Identité                                                                   | Étiquette                    | Qualité |
| ---------------------------------------- | ---------------- | -------------------------------------------------------------------------- | ---------------------------- | --- |
| 1833                                     | 1835 (décès)     | Armand Louis Bureau des Zais (1777-1835)                                   |                              | Fabricant de papier, propriétaire à Mortagne-sur-Sèvre                                                      |
| 1836                                     | 1848             | Prosper Hullin (1800-1868)                                                 |                              | Médecin à Mortagne-sur-Sèvre                                                                                |
|                                          |                  |                                                                            |                              | |
| av.1865                                  | 1878 (démission) | Louis Marie Justin Boutillier des Hommelles                                |                              | Propriétaire à Mortagne-sur-Sèvre                                                                           |
| 1878                                     | 1884 (démission) | Paul Dehergue                                                              |                              | Maire de La Gaubretière                                                                                     |
|                                          |                  |                                                                            |                              | |
| 1889                                     | 1902 (décès)     | Henri-Charles de Suyrot de Mazeau (1816-1902)                              | Conservateur                 | Propriétaire à La Gastière, commune de Chambretaud                                                          |
|                                          |                  |                                                                            |                              | |
| av.1913                                  | 1930 (décès)     | Marie Gabriel Paul de Suyrot de Mazeau (1855-1930, fils de H.Ch.de Suyrot) |                              | Maire de Chambretaud                                                                                        |
| 1931                                     | 1940             | Émile Gincheleau (1878-1959)                                               | Union nationale-URD puis PSF | Négociant, chapelier, confiseur, épicier, adjoint au maire de Saint-Laurent-sur-Sèvre (1921-1959)           |
| 1940                                     |                  |                                                                            |                              | Les conseils d'arrondissement ont été suspendus par la loi du 12 octobre 1940 et n'ont jamais été réactivés |
| Les données manquantes sont à compléter. |                  |                                                                            |                              | |

### Conseillers généraux (de 1833 à 2015)
| Période | Période      | Identité                                          | Étiquette                           | Qualité                                                                                               |
| ------- | ------------ | ------------------------------------------------- | ----------------------------------- | --- |
| 1833    | 1839         | Louis Justin Boutillier des Hommelles (1799-1884) |                                     | Juge de paix, maire de Mortagne-sur-Sèvre (1845)                                                      |
| 1839    | 1864 (décès) | Pierre-Alexandre de Rangot (1799-1864)            |                                     | Propriétaire, maire de La Gaubretière (1834-1864)                                                     |
| 1864    | 1912 (décès) | Paul-Antoine Bourgeois                            | Union des Droites (Monarchiste)     | Médecin - Propriétaire Maire de La Verrie Député (1871-1906) Président du Conseil Général (1910-1912) |
| 1912    | 1929         | Émile Jouan de Kervenoaël                         |                                     | Propriétaire à La Verrie                                                                              |
| 1929    | 1934         | Armand-Pierre Auger                               | PDP                                 | Notaire à La Verrie                                                                                   |
| 1934    | 1939 (décès) | Edouard Pichat                                    | URD                                 | Médecin à Mortagne-sur-Sèvre                                                                          |
| 1939    | 1940         | Henri Rampillon des Magnils (1894-1958)           | FR                                  | Ancien officier Maire de La Gaubretière (1935-1944) Nommé conseiller départemental en 1943            |
|         |              |                                                   |                                     | |
| 1945    | 1966 (décès) | Rémy René-Bazin                                   | DVD                                 | Maire de Treize-Vents                                                                                 |
| 1966    | 1976         | Alexandre Landreau (1906-1990)                    | UDR                                 | Maire de La Gaubretière (1953-1983), ancien résistant                                                 |
| 1976    | 1988         | Gérard Brosset                                    | DVD puis RPR                        | Tailleur d'habit Maire de Mortagne-sur-Sèvre                                                          |
| 1988    | 2015         | Bruno Retailleau                                  | app. UDF puis MPF puis DVD puis UMP | Cadre supérieur Député (1994-1997) - Sénateur (2004-2024) Président du Conseil Général (2010-2015)    |

### Conseillers départementaux (depuis 2015)
| Période élective | Période élective | Mandat | Mandat   | Identité       | Nuance | Nuance | Qualité                                                                         |
| ---------------- | ---------------- | ------ | -------- | -------------- | ------ | ------ | ------------------------------------------------------------------------------- |
| 2 avril 2015     | 2021             | 2015   | 2021     | Cécile Barreau |        | DVD    | Employée Nantes-Métropole, Cugand 8ème Vice-Présidente du Conseil départemental |
| 2 avril 2015     | 2021             | 2015   | 2021     | Guillaume Jean |        | DVD    | Cadre supérieur Maire de Mallièvre (depuis 2014)                                |
| 2021             | 2028             | 2021   | en cours | Cécile Barreau |        | DVD    | Conseillère sortante                                                            |
| 2021             | 2028             | 2021   | en cours | Guillaume Jean |        | DVD    | Conseiller sortant, Premier Vice-Président du conseil départemental             |

Lors des élections départementales de 2015, le binôme composé de Cécile Barreau et Guillaume Jean (Union de la Droite) est élu au premier tour avec 78,80 % des voix. Le taux de participation est de 50,64 % (14 597 votants sur 28 823 inscrits) contre 52,59 % au niveau départemental et 50,17 % au niveau national.

## Composition

### Composition avant 2015

Le canton dans le découpage de 1979.

L'ancien canton de Mortagne-sur-Sèvre, appelé canton de Mortagne (entre 1801 et 1956), regroupait originellement en 1801 14 communes, puis 12 à partir de 1964 :
- Chambretaud ;
- Évrunes (1801-1964 ; fusion avec Mortagne-sur-Sèvre en 1964)
- La Gaubretière ;
- Les Landes-Genusson ;
- Mallièvre ;
- Mortagne-sur-Sèvre (Mortagne entre 1801 et 1956 ; chef-lieu) ;
- Saint-Aubin-des-Ormeaux ;
- Saint-Hilaire-de-Mortagne (1801-1964 ; fusion avec Mortagne-sur-Sèvre en 1964)
- Saint-Laurent-sur-Sèvre ;
- Saint-Malô-du-Bois ;
- Saint-Martin-des-Tilleuls (Saint-Martin-Lars-en-Tiffauges entre 1801 et 1931) ;
- Tiffauges ;
- Treize-Vents ;
- La Verrie.

### Composition depuis 2015

Le canton dans le découpage de 2015.

Le canton comprend désormais 15 communes enitères.
| Nom                                        | Code Insee | Intercommunalité                                  | Superficie (km2) | Population (dernière pop. légale) | Densité (hab./km2) | Modifier                                    |
| ------------------------------------------ | ---------- | ------------------------------------------------- | ---------------- | --------------------------------- | ------------------ | ------------------------------------------- |
| Mortagne-sur-Sèvre (bureau centralisateur) | 85151      | CC du Pays-de-Mortagne                            | 21,94            | 6 065 (2022)                      | 276                | modifier les données · modifier les données |
| Beaurepaire                                | 85017      | CC du Pays des Herbiers                           | 24,19            | 2 406 (2022)                      | 99                 | modifier les données · modifier les données |
| La Bruffière                               | 85039      | CA Terres de Montaigu, communauté d'agglomération | 40,42            | 4 015 (2022)                      | 99                 | modifier les données · modifier les données |
| Chanverrie                                 | 85302      | CC du Pays-de-Mortagne                            | 59,21            | 5 580 (2022)                      | 94                 | modifier les données · modifier les données |
| Cugand-la-Bernardière                      | 85076      | CA Terres de Montaigu, communauté d'agglomération | 28,56            | 5 659 (2022)                      | 198                | modifier les données · modifier les données |
| La Gaubretière                             | 85097      | CC du Pays-de-Mortagne                            | 30,33            | 3 223 (2022)                      | 106                | modifier les données · modifier les données |
| Les Landes-Genusson                        | 85119      | CC du Pays-de-Mortagne                            | 31,33            | 2 572 (2022)                      | 82                 | modifier les données · modifier les données |
| Mallièvre                                  | 85134      | CC du Pays-de-Mortagne                            | 0,20             | 240 (2022)                        | 1 200              | modifier les données · modifier les données |
| Saint-Aubin-des-Ormeaux                    | 85198      | CC du Pays-de-Mortagne                            | 12,63            | 1 382 (2022)                      | 109                | modifier les données · modifier les données |
| Saint-Laurent-sur-Sèvre                    | 85238      | CC du Pays-de-Mortagne                            | 15,79            | 3 613 (2022)                      | 229                | modifier les données · modifier les données |
| Saint-Malô-du-Bois                         | 85240      | CC du Pays-de-Mortagne                            | 14,28            | 1 619 (2022)                      | 113                | modifier les données · modifier les données |
| Saint-Martin-des-Tilleuls                  | 85247      | CC du Pays-de-Mortagne                            | 14,03            | 1 144 (2022)                      | 82                 | modifier les données · modifier les données |
| Tiffauges                                  | 85293      | CC du Pays-de-Mortagne                            | 9,92             | 1 556 (2022)                      | 157                | modifier les données · modifier les données |
| Treize-Vents                               | 85296      | CC du Pays-de-Mortagne                            | 19,12            | 1 240 (2022)                      | 65                 | modifier les données · modifier les données |
| Canton de Mortagne-sur-Sèvre               | 8511       |                                                   | 321,95           | 40 314 (2022)                     | 125                | modifier les données                        |

### Intercommunalités
Le canton de Mortagne-sur-Sèvre recouvre trois communautés de communes :
- la communauté de communes du Pays-de-Mortagne dans son intégralité (onze communes) ;
- la communauté de communes du Pays-des-Herbiers (une commune) ;
- Terres-de-Montaigu, communauté de communes Montaigu-Rocheservière (trois communes).

## Démographie

### Démographie avant 2015
| 1962   | 1968   | 1975   | 1982   | 1990   | 1999   | 2006   | 2011   | 2012   |
| ------ | ------ | ------ | ------ | ------ | ------ | ------ | ------ | ------ |
| 17 707 | 18 584 | 19 998 | 22 198 | 23 669 | 24 265 | 25 710 | 26 666 | 26 887 |

### Démographie depuis 2015
En 2022, le canton comptait 40 314 habitants, en évolution de +2,88 % par rapport à 2016 (Vendée : +5,33 %, France hors Mayotte : +2,11 %).
| 2013   | 2018   | 2022   |
| ------ | ------ | ------ |
| 38 398 | 39 459 | 40 314 |